# Polska Hokej Liga (2019/2020)
Polska Hokej Liga 2019/2020 – 85. sezon mistrzostw Polski w hokeju na lodzie mężczyzn, po raz 65. przeprowadzony w formie rozgrywek ligowych, a po raz 7. pod nazwą Polskiej Hokej Ligi. Tytuł mistrza Polski bronił GKS Tychy, któremu uznaniowo przyznano tytuł mistrzowski.
Rozgrywki zostały przedwcześnie zakończone (przed rozpoczęciem półfinałów fazy play-off) z powodu pandemii koronawirusa. Na podstawie pkt 44.1. Regulaminu Rozgrywek PHL Zarząd Polskiej Hokej Ligi postanowił zakończyć sezon rozgrywkowy 2019/2020 z dniem 11 marca 2020 roku oraz przyznać miejsca medalowe klubom, które awansowały do półfinałów play-off według punktacji uzyskanej przez kluby w ćwierćfinałach play-off oraz sezonie zasadniczym.
Do zmagań przystąpiło 11 klubów, o jeden mniej niż w poprzednim sezonie. Beniaminkiem był Naprzód Janów, który wygrał rozgrywki I ligi sezonu 2018/2019. Przed rozpoczęciem rywalizacji po raz szósty w historii rozegrano mecz o Superpuchar Polski, w którym mistrz Polski GKS Tychy pokonał zdobywcę Pucharu Polski JKH GKS Jastrzębie 1:6. 

## Uczestnicy rozgrywek
W sezonie 2019/2020 uprawnionych do gry w Polskiej Hokej Lidze było jedenaście klubów. Dziesięć z poprzedniego sezonu oraz zwycięzca I ligi Naprzód Janów, natomiast z ligi spadła drużyna Polonii Bytom, a zespół Orlika Opole wycofał się z ligi w trakcie play-off. W dniu 7 czerwca 2019 roku władze PHL poinformowały, że kluby MKS Comarch Cracovia, KH Tauron GKS Katowice, GKS Tychy, JKH GKS Jastrzębie, KS Re-Plast Unia Oświęcim, MUKS Naprzód Janów, KH Zagłębie Sosnowiec. Trzy kluby KH Energa Toruń, MH Automatyka Gdańsk oraz KH TatrySki Podhale Nowy Targ zostały wezwane do uzupełnienia dokumentacji, zgodnej z Harmonogramem Procedur uzyskania licencji. Kilka dni później klub z Nowego Targu stracił sponsora tytularnego firmę TatrySki, która co prawda nadal wspierała klub finansowo, ale w mniejszym wymiarze. Na początku czerwca władze PZHL poinformowały, że wygasająca w październiku umowa z głównym sponsorem polskiego hokeja firmą bukmacherską PZBUK zostanie przedłużona. Na mocy pisemnego porozumienia firma ta zachowa tytuł sponsora głównego Polskiej Hokej Ligi. Władze ligi wyznaczyły ostateczny termin 15 lipca na uzupełnienie dokumentacji licencyjnej dla trzech klubów. W najgorszej sytuacji znajdowało się Podhale Nowy Targ, gdzie w budżecie klubu brakowało 400 tysięcy złotych. Było to spowodowane zaległościami względem zawodników, sztabu szkoleniowego oraz innych podmiotów świadczących usługi dla klubu. Ponadto klub nie miał podpisanego porozumienia z Miejskim Młodzieżowym Klubem Sportowym, co było warunkiem koniecznym do uzyskania licencji. Ratunkiem dla zespołu miała być dotacja z budżetu miasta w kwocie miliona złotych. Podobne problemy miała drużyna KH Toruń, która na początku lipca wciąż nie przedłużyła umowy sponsorskiej z Energą. Bez tych środków klub mógł nie przystąpić do rozgrywek ligowych. Z kolei zespół PKH Gdańsk nie uregulował kwestii organizacyjnych związanych z wynajmem lodowiska.  
|    | Kluby w sezonie 2019/2020 |
| -- | ------------------------- |
| 1  | GKS Tychy                 |
| 2  | KH GKS Katowice           |
| 3  | KH Podhale Nowy Targ      |
| 4  | MKS Comarch Cracovia      |
| 5  | JKH GKS Jastrzębie        |
| 6  | KS Re-Plast Unia Oświęcim |
| 7  | Lotos PKH Gdańsk          |
| 8  | MUKS Naprzód Janów        |
| 9  | SMS PZHL Katowice         |
| 10 | KH Energa Toruń           |
| 11 | HK Zagłębie Sosnowiec     |

| PKHKHT Rozmieszczenie drużyn PHL w sezonie 2019/2020 na mapie Polski | CRCPNTOSW Rozmieszczenie drużyn PHL w sezonie 2019/2020 na mapie województwa małopolskiego | JKHTYCKATJANZAG Rozmieszczenie drużyn PHL w sezonie 2019/2020 na mapie województwa śląskiego |

### Informacje o klubach
| Klub                      | Prezes             | Trener              | Asystent trenera    | Kapitan drużyny   |
| ------------------------- | ------------------ | ------------------- | ------------------- | ----------------- |
| Comarch Cracovia          | Janusz Filipiak    | Rudolf Roháček      | Dominik Salamon     | Maciej Kruczek    |
| KH GKS Katowice           | Marcin Janicki     | Piotr Sarnik        | Dušan Devečka       |                   |
| GKS Tychy                 | Krzysztof Woźniak  | Krzysztof Majkowski | Siarhiej Szapiaciuk | Michał Kotlorz    |
| JKH GKS Jastrzębie        | Kazimierz Szynal   | Róbert Kaláber      | Rafał Bernacki      | Maciej Urbanowicz |
| KH Energa Toruń           | Bogdan Rozwadowski | Juryj Czuch         | Michał Plaskiewicz  |                   |
| Naprzód Janów             |                    | Jacek Szopiński     |                     |                   |
| PKH Lotos Gdańsk          | Bartosz Purzyński  | Marek Ziętara       | Marek Rączka        |                   |
| KH Podhale Nowy Targ      | Marcin Jurzec      | Phillip Barski      | Jarosław Różański   |                   |
| TH Re-Plast Unia Oświęcim | Mariusz Sibik      | Nik Zupančič        | Michal Fikrt        | Jakub Wanacki     |
| Zagłębie Sosnowiec S.A.   | Marcin Jaroszewski | Marcin Kozłowski    | Jarosław Frączek    |                   |
| Kadra PZHL U23            | Mirosław Minkina   |                     |                     |                   |

Zmiany
1. Odnośnie do GKS Tychy: Krzysztof Woźniak – prezes zarządu Tyski Sport S.A., Wojciech Matczak – kierownik sekcji hokeja na lodzie.
2. Od początku sezonu głównym trenerem GKS Katowice był Risto Durfa, a 2 grudnia 2019 oficjalnie ogłoszono wypowiedzenie jego kontraktu, po czym na stanowisko głównego trenera powołano dotychczasowego asystenta Piotra Sarnika przy równoczesnym pozostaniu na stanowisku trenera bramkarzy, Tommiego Satosaariego[7]. W połowie lutego 2020 ogłoszono zaangażowanie do sztabu szkoleniowego byłego zawodnika drużyny, Dušana Devečki[8].
3. Od początku sezonu głównym trenerem GKS Tychy był Andrej Husau, który 14 stycznia 2020 zrezygnował ze stanowiska, a jego miejsce zajął dotychczasowy asystent, Krzysztof Majkowski[9][10][11].
4. Decyzją Zarządu Polskiej Hokej Ligi z 13 lutego 2020 została zawieszona licencja Naprzodu Janów, uprawniająca do gry w PHL[12].

## Media i transmisje
W sezonie 2019/2020 transmisje ze spotkań ligowych ograniczyła dysponująca prawami stacja telewizyjna TVP Sport, a jej szef Marek Szkolnikowski zadeklarował transmisję wyłącznie finału sezonu. W związku z tym 11 września władze PZHL w porozumieniu z klubami poinformowały, że została utworzona specjalna platforma, na której będą pokazywane mecze ligowe. Transmisje będą realizowane w systemie pay-per-view, a koszt pojedynczego meczu będzie wynosił 15 złotych, przy czym po cztery złote otrzymają grające w meczu kluby, a reszta zostanie przeznaczona na obsługę projektu i utrzymanie serwerów.

## Skład sędziowski
Komisja Sędziowska Polskiego Związku Hokeja na Lodzie ogłosiła składy sędziowskie na sezon ligowy 2019/2020. Do prowadzenia meczów w Polskiej Hokej Lidze zostało wyznaczonych 19 sędziów głównych i 23 liniowych.

## Sezon zasadniczy

### Terminarz i wyniki
|  |  | 1. KOLEJKA |  |
|  |  | ---------- |  |

| 12.09.2019 | MKS Comarch Cracovia      | 7:1 (1:0, 1:1, 5:0)                     | Kadra PZHL U23            |
| 15.09.2019 | KH GKS Katowice           | 7:0 (3:0, 2:0, 2:0)                     | Naprzód Janów             |
| 15.09.2019 | KH Energa Toruń           | 2:3 pd. (0:0, 1:1, 1:1, d. 0:1)         | PKH Lotos Gdańsk          |
| 15.09.2019 | KH Podhale Nowy Targ      | 2:3 (0:1, 1:1, 1:1)                     | Zagłębie Sosnowiec S.A.   |
| 15.09.2019 | JKH GKS Jastrzębie        | 4:2 (0:1, 2:0, 2:1)                     | TH Re-Plast Unia Oświęcim |
|            |                           | 2. KOLEJKA                              |                           |
| 17.09.2019 | TH Re-Plast Unia Oświęcim | 3:2 (2:0, 1:1, 0:1)                     | KH Energa Toruń           |
| 17.09.2019 | KH Energa Toruń           | 5:2 (1:2, 2:0, 2:0)                     | Comarch Cracovia          |
| 17.09.2019 | Zagłębie Sosnowiec S.A.   | 0:5 (0:1, 0:3, 0:1)                     | JKH GKS Jastrzębie        |
| 17.09.2019 | Naprzód Janów             | 0:8 (0:2, 0:5, 0:1)                     | KH Podhale Nowy Targ      |
| 18.09.2019 | KH GKS Katowice           | 7:3 (1:2, 3:1, 3:0)                     | Kadra PZHL U23            |
|            |                           | 3. KOLEJKA                              |                           |
| 20.09.2019 | JKH GKS Jastrzębie        | 6:1 (0:0, 3:0, 3:1)                     | Naprzód Janów             |
| 20.09.2019 | KH GKS Katowice           | 4:3 (0:1, 4:1, 0:1)                     | GKS Tychy                 |
| 20.09.2019 | KH Energa Toruń           | 5:4 (1:2, 2:0, 2:2)                     | Zagłębie Sosnowiec S.A.   |
| 24.09.2019 | KH Podhale Nowy Targ      | 6:2 (3:0, 2:0, 1:2)                     | Kadra PZHL U23            |
| 15.10.2019 | PKH Lotos Gdańsk          | 1:2 pd. (0:1, 0:0, 1:0, d. 0:1)         | TH Re-Plast Unia Oświęcim |
|            |                           | 4. KOLEJKA                              |                           |
| 22.09.2019 | Zagłębie Sosnowiec S.A.   | 4:3 (3:0, 0:2, 1:1)                     | PKH Lotos Gdańsk          |
| 22.09.2019 | GKS Tychy                 | 5:3 (0:1, 3:1, 2:1)                     | KH Podhale Nowy Targ      |
| 22.09.2019 | Naprzód Janów             | 1:8 (0:2, 0:4, 1:2)                     | KH Energa Toruń           |
| 22.09.2019 | Comarch Cracovia          | 2:3 pk. (1:1, 0:1, 1:0, d. 0:0, k. 1:2) | KH GKS Katowice           |
| 25.09.2019 | JKH GKS Jastrzębie        | 10:1 (1:1, 5:0, 4:0)                    | Kadra PZHL U23            |
|            |                           | 5. KOLEJKA                              |                           |
| 27.09.2019 | KH Podhale Nowy Targ      | 3:5 (0:1, 0:3, 3:1)                     | Comarch Cracovia          |
| 27.09.2019 | JKH GKS Jastrzębie        | 2:6 (1:1, 0:2, 1:3)                     | GKS Tychy                 |
| 27.09.2019 | TH Re-Plast Unia Oświęcim | 4:1 (1:0, 0:1, 3:0)                     | Zagłębie Sosnowiec S.A.   |
| 27.09.2019 | PKH Lotos Gdańsk          | 11:1 (3:0, 4:0, 4:1)                    | Naprzód Janów             |
| 01.10.2019 | KH Energa Toruń           | 7:4 (2:1, 4:1, 1:2)                     | Kadra PZHL U23            |
|            |                           | 6. KOLEJKA                              |                           |
| 29.09.2019 | GKS Tychy                 | 6:1 (3:0, 2:0, 1:1)                     | KH Energa Toruń           |
| 29.09.2019 | KH GKS Katowice           | 4:1 (0:0, 2:1, 2:0)                     | KH Podhale Nowy Targ      |
| 29.09.2019 | Naprzód Janów             | 2:10 (0:2, 1:3, 1:5)                    | TH Re-Plast Unia Oświęcim |
| 29.09.2019 | Comarch Cracovia          | 2:4 (1:1, 0:1, 1:2)                     | JKH GKS Jastrzębie        |
| 02.10.2019 | PKH Lotos Gdańsk          | 6:1 (3:1, 1:0, 2:0)                     | Kadra PZHL U23            |
|            |                           | 7. KOLEJKA                              |                           |
| 04.10.2019 | KH Energa Toruń           | 5:4 pd. (1:1, 2:3, 1:0, d. 1:0)         | MKS Comarch Cracovia      |
| 04.10.2019 | PKH Lotos Gdańsk          | 5:3 (1:0, 2:1, 2:2)                     | GKS Tychy                 |
| 04.10.2019 | Zagłębie Sosnowiec S.A.   | 6:2 (3:1, 2:0, 1:1)                     | MUKS Naprzód Janów        |
| 09.10.2019 | TH Re-Plast Unia Oświęcim | 8:0 (2:0, 4:0, 2:0)                     | Kadra PZHL U23            |
| 02.11.2019 | JKH GKS Jastrzębie        | 2:0 (0:0, 0:0, 2:0)                     | KH GKS Katowice           |
|            |                           | 8. KOLEJKA                              |                           |
| 06.10.2019 | GKS Tychy                 | 4:0 (1:0, 1:0, 2:0)                     | TH Re-Plast Unia Oświęcim |
| 06.10.2019 | GKS Tychy                 | 3:1 (3:0, 0:0, 0:1)                     | KH Energa Toruń           |
| 06.10.2019 | KH Podhale Nowy Targ      | 5:6 pd. (5:2, 0:0, 0:3, d. 0:1)         | JKH GKS Jastrzębie        |
| 06.10.2019 | Comarch Cracovia          | 2:3 pd. (1:0, 0:2, 1:0, d. 0:1)         | PKH Lotos Gdańsk          |
| 10.10.2019 | Zagłębie Sosnowiec S.A.   | 4:3 (1:0, 1:1, 2:2)                     | Kadra PZHL U23            |
|            |                           | 9. KOLEJKA                              |                           |
| 01.10.2019 | Zagłębie Sosnowiec S.A.   | 1:4 (0:2, 0:0, 1:2)                     | GKS Tychy                 |
| 08.10.2019 | TH Re-Plast Unia Oświęcim | 9:1 (2:0, 2:1, 5:0)                     | Comarch Cracovia          |
| 08.10.2019 | PKH Lotos Gdańsk          | 0:1 (0:0, 0:1, 0:0)                     | KH GKS Katowice           |
| 16.10.2019 | Naprzód Janów             | 2:4 (2:2, 0:1, 0:1)                     | Kadra PZHL U23            |
| 31.10.2019 | KH Energa Toruń           | 1:4 (0:2, 0:1, 1:1)                     | KH Podhale Nowy Targ      |
|            |                           | 10. KOLEJKA                             |                           |
| 11.10.2019 | GKS Tychy                 | 7:1 (2:1, 3:0, 2:0)                     | Naprzód Janów             |
| 11.10.2019 | KH Podhale Nowy Targ      | 3:0 (0:0, 0:0, 3:0)                     | PKH Lotos Gdańsk          |
| 11.10.2019 | Comarch Cracovia          | 0:3 (0:0, 0:1, 0:2)                     | Zagłębie Sosnowiec S.A.   |
| 11.10.2019 | KH GKS Katowice           | 0:1 (0:0, 0:1, 0:0)                     | TH Re-Plast Unia Oświęcim |
| 11.10.2019 | JKH GKS Jastrzębie        | 1:0 (1:0, 0:0, 0:0)                     | KH Energa Toruń           |
|            |                           | 11. KOLEJKA                             |                           |
| 13.10.2019 | Lotos PKH Gdańsk          | 1:2 (1:1, 0:0, 0:1)                     | JKH GKS Jastrzębie        |
| 13.10.2019 | KS Re-Plast Unia Oświęcim | 1:2 pd. (0:1, 1:0, 0:0, d. 0:1)         | KH Podhale Nowy Targ      |
| 13.10.2019 | Zagłębie Sosnowiec S.A.   | 3:2 pd. (1:1, 0:1, 1:0, d. 1:0)         | KH GKS Katowice           |
| 13.10.2019 | Naprzód Janów             | 0:6 (0:3, 0:3, 0:0)                     | MKS Comarch Cracovia      |
| 17.10.2019 | GKS Tychy                 | 14:1 (4:1, 6:0, 4:0)                    | Kadra PZHL U23            |
|            |                           | 12. KOLEJKA                             |                           |
| 18.10.2019 | TH Re-Plast Unia Oświęcim | 1:2 pd. (0:1, 1:0, 0:0, d. 0:1)         | JKH GKS Jastrzębie        |
| 18.10.2019 | PKH Lotos Gdańsk          | 2:3 pk. (0:1, 1:0, 1:1, d. 0:0, k. 0:2) | KH Energa Toruń           |
| 18.10.2019 | Naprzód Janów             | 0:6 (0:0, 0:4, 0:2)                     | KH GKS Katowice           |
| 18.10.2019 | Zagłębie Sosnowiec S.A.   | 2:3 pd. (1:0, 1:0, 0:2, d. 0:1)         | KH Podhale Nowy Targ      |
| 23.10.2019 | Comarch Cracovia          | 6:0 (2:0, 2:0, 2:0)                     | Kadra PZHL U23            |
|            |                           | 13. KOLEJKA                             |                           |
| 20.10.2019 | KH Energa Toruń           | 1:4 (1:1, 0:2, 0:1)                     | TH Re-Plast Unia Oświęcim |
| 20.10.2019 | JKH GKS Jastrzębie        | 7:0 (1:0, 2:0, 4:0)                     | Zagłębie Sosnowiec S.A.   |
| 20.10.2019 | KH Podhale Nowy Targ      | 8:0 (1:0, 4:0, 3:0)                     | Naprzód Janów             |
| 20.10.2019 | Comarch Cracovia          | 2:5 (2:3, 0:1, 0:1)                     | GKS Tychy                 |
| 24.10.2019 | KH GKS Katowice           | 8:0 (2:0, 2:0, 4:0)                     | Kadra PZHL U23            |
|            |                           | 14. KOLEJKA                             |                           |
| 22.10.2019 | Zagłębie Sosnowiec S.A.   | 5:1 (0:1, 4:0, 1:0)                     | KH Energa Toruń           |
| 22.10.2019 | TH Re-Plast Unia Oświęcim | 3:4 (0:1, 3:2, 0:1)                     | PKH Lotos Gdańsk          |
| 22.10.2019 | Naprzód Janów             | 1:6 (0:4, 1:1, 0:1)                     | JKH GKS Jastrzębie        |
| 22.10.2019 | GKS Tychy                 | 2:1 (0:0, 1:0, 1:1)                     | KH GKS Katowice           |
| 14.11.2019 | KH Podhale Nowy Targ      | 11:0 (2:0, 4:0, 5:0)                    | Kadra PZHL U23            |
|            |                           | 15. KOLEJKA                             |                           |
| 25.10.2019 | KH Podhale Nowy Targ      | 4:1 (0:0, 3:0, 1:1)                     | GKS Tychy                 |
| 25.10.2019 | PKH Lotos Gdańsk          | 4:1 (1:0, 1:1, 2:0)                     | Zagłębie Sosnowiec S.A.   |
| 25.10.2019 | KH Energa Toruń           | 3:1 (2:0, 0:0, 1:1)                     | Naprzód Janów             |
| 25.10.2019 | KH GKS Katowice           | 3:2 pk. (0:0, 1:1, 1:1, d. 0:0, k. 2:1) | Comarch Cracovia          |
| 13.11.2019 | JKH GKS Jastrzębie        | 12:1 (2:1, 5:0, 5:0)                    | Kadra PZHL U23            |
|            |                           | 16. KOLEJKA                             |                           |
| 27.10.2019 | GKS Tychy                 | 4:2 (1:0, 1:0, 2:2)                     | JKH GKS Jastrzębie        |
| 27.10.2019 | Naprzód Janów             | 2:5 (0:2, 2:0, 0:3)                     | PKH Lotos Gdańsk          |
| 27.10.2019 | Zagłębie Sosnowiec S.A.   | 3:6 (1:2, 1:1, 1:3)                     | TH Re-Plast Unia Oświęcim |
| 27.10.2019 | Comarch Cracovia          | 1:2 pd. (0:0, 0:0, 1:1, d. 0:1)         | KH Podhale Nowy Targ      |
| 20.11.2019 | KH Energa Toruń           | 10:0 (3:0, 4:0, 3:0)                    | Kadra PZHL U23            |
|            |                           | 17. KOLEJKA                             |                           |
| 11.09.2019 | PKH Lotos Gdańsk          | 9:1 (0:0, 5:1, 4:0)                     | Kadra PZHL U23            |
| 29.10.2019 | TH Re-Plast Unia Oświęcim | 3:0 (0:0, 1:0, 2:0)                     | Naprzód Janów             |
| 29.10.2019 | JKH GKS Jastrzębie        | 5:2 (2:1, 2:1, 1:0)                     | Comarch Cracovia          |
| 29.10.2019 | KH Podhale Nowy Targ      | 6:1 (1:0, 3:0, 2:1)                     | KH GKS Katowice           |
| 29.10.2019 | KH Energa Toruń           | 3:6 (2:1, 1:3, 0:2)                     | GKS Tychy                 |
|            |                           | 18. KOLEJKA                             |                           |
| 03.11.2019 | KH GKS Katowice           | 2:3 (0:1, 0:0, 2:2)                     | JKH GKS Jastrzębie        |
| 03.11.2019 | Naprzód Janów             | 3:4 (1:0, 2:2, 0:2)                     | Zagłębie Sosnowiec S.A.   |
| 03.11.2019 | GKS Tychy                 | 2:1 pd. (0:1, 0:0, 1:0, d. 1:0)         | PKH Lotos Gdańsk          |
| 03.11.2019 | Comarch Cracovia          | 4:3 pk. (0:2, 0:0, 3:1, d. 0:0, k. 3:2) | KH Energa Toruń           |
| 27.11.2019 | TH Re-Plast Unia Oświęcim | 7:0 (2:0, 1:0, 4:0)                     | Kadra PZHL U23            |
|            |                           | 19. KOLEJKA                             |                           |
| 12.11.2019 | TH Re-Plast Unia Oświęcim | 4:1 (1:1, 2:0, 1:0)                     | GKS Tychy                 |
| 12.11.2019 | JKH GKS Jastrzębie        | 5:2 (1:0, 3:1, 1:1)                     | KH Podhale Nowy Targ      |
| 12.11.2019 | PKH Lotos Gdańsk          | 2:1 pk. (0:0, 1:1, 0:0, k. 3:2)         | Comarch Cracovia          |
| 12.11.2019 | KH Energa Toruń           | 1:4 (0:0, 0:1, 1:3)                     | KH GKS Katowice           |
| 28.11.2019 | Zagłębie Sosnowiec S.A.   | 6:4 (0:2, 2:1, 4:1)                     | Kadra PZHL U23            |
|            |                           | 20. KOLEJKA                             |                           |
| 01.10.2019 | Comarch Cracovia          | 2:3 pk. (0:0, 2:0, 0:2, d. 0:0, k. 0:2) | TH Re-Plast Unia Oświęcim |
| 15.11.2019 | KH Podhale Nowy Targ      | 4:3 (0:0, 3:2, 1:1)                     | KH Energa Toruń           |
| 15.11.2019 | GKS Tychy                 | 6:2 (6:0, 0:0, 0:2)                     | Zagłębie Sosnowiec S.A.   |
| 15.11.2019 | KH GKS Katowice           | 0:1 pk. (0:0, 0:0, 0:0, d. 0:0, k. 1:2) | PKH Lotos Gdańsk          |
| 04.12.2019 | Naprzód Janów             | 6:4 (1:1, 2:1, 3:2)                     | Kadra PZHL U23            |
|            |                           | 21. KOLEJKA                             |                           |
| 15.10.2019 | Zagłębie Sosnowiec S.A.   | 3:2 pk. (0:0, 1:2, 1:0, d. 0:0, k. 3:2) | Comarch Cracovia          |
| 17.11.2019 | Naprzód Janów             | 0:12 (0:3, 0:4, 0:5)                    | GKS Tychy                 |
| 17.11.2019 | TH Re-Plast Unia Oświęcim | 0:1 (0:0, 0:0, 0:1)                     | KH GKS Katowice           |
| 17.11.2019 | PKH Lotos Gdańsk          | 1:3 (0:2, 1:1, 0:0)                     | KH Podhale Nowy Targ      |
| 17.11.2019 | KH Energa Toruń           | 3:4 (1:1, 1:2, 1:1)                     | JKH GKS Jastrzębie        |
|            |                           | 22. KOLEJKA                             |                           |
| 19.11.2019 | JKH GKS Jastrzębie        | 3:4 (0:0, 2:0, 1:4)                     | PKH Lotos Gdańsk          |
| 19.11.2019 | KH Podhale Nowy Targ      | 4:3 pd. (1:0, 2:2, 0:1, d. 1:0)         | TH Re-Plast Unia Oświęcim |
| 19.11.2019 | KH GKS Katowice           | 5:3 (2:1, 3:0, 0:2)                     | Zagłębie Sosnowiec S.A.   |
| 19.11.2019 | Comarch Cracovia          | 6:3 (0:1, 3:1, 3:1)                     | Naprzód Janów             |
| 05.12.2019 | GKS Tychy                 | 5:1 (1:0, 2:0, 2:1)                     | Kadra PZHL U23            |
|            |                           | 23. KOLEJKA                             |                           |
| 22.11.2019 | GKS Tychy                 | 11:0 (2:0, 5:0, 4:0)                    | Naprzód Janów             |
| 22.11.2019 | KH Podhale Nowy Targ      | 3:1 (1:1, 0:0, 2:0)                     | PKH Lotos Gdańsk          |
| 22.11.2019 | JKH GKS Jastrzębie        | 8:3 (4:0, 1:1, 3:2)                     | KH Energa Toruń           |
| 22.11.2019 | Comarch Cracovia          | 5:3 (2:1, 0:1, 3:1)                     | Zagłębie Sosnowiec S.A.   |
| 22.11.2019 | KH GKS Katowice           | 2:1 (0:1, 0:0, 2:0)                     | TH Re-Plast Unia Oświęcim |
|            |                           | 24. KOLEJKA                             |                           |
| 24.11.2019 | Naprzód Janów             | 1:11 (0:4, 1:3, 0:4)                    | KH Energa Toruń           |
| 24.11.2019 | PKH Lotos Gdańsk          | 5:6 pk. (3:1, 1:3, 1:1, d. 0:0, k. 1:3) | JKH GKS Jastrzębie        |
| 24.11.2019 | TH Re-Plast Unia Oświęcim | 4:3 (1:0, 2:1, 1:2)                     | KH Podhale Nowy Targ      |
| 24.11.2019 | Zagłębie Sosnowiec S.A.   | 3:2 (1:1, 1:1, 1:0)                     | KH GKS Katowice           |
| 24.11.2019 | GKS Tychy                 | 3:1 (2:0, 0:1, 1:0)                     | Comarch Cracovia          |
|            |                           | 25. KOLEJKA                             |                           |
| 26.11.2019 | KH Podhale Nowy Targ      | 6:2 (1:1, 4:1, 1:0)                     | Zagłębie Sosnowiec S.A.   |
| 26.11.2019 | JKH GKS Jastrzębie        | 1:3 (0:0, 0:0, 1:3)                     | TH Re-Plast Unia Oświęcim |
| 26.11.2019 | Comarch Cracovia          | 5:0 (1:0, 2:0, 2:0)                     | Naprzód Janów             |
| 26.11.2019 | KH GKS Katowice           | 4:3 (0:1, 3:1, 1:1)                     | GKS Tychy                 |
| 26.11.2019 | KH Energa Toruń           | 3:2 (0:1, 1:1, 2:0)                     | PKH Lotos Gdańsk          |

|  |  | 26. KOLEJKA |  |
|  |  | ----------- |  |

| 29.11.2019 | TH Re-Plast Unia Oświęcim | 4:3 (3:2, 0:0, 1:1)                     | KH Energa Toruń           |
| 29.11.2019 | GKS Tychy                 | 4:0 (1:0, 0:0, 3:0)                     | KH Podhale Nowy Targ      |
| 29.11.2019 | Comarch Cracovia          | 4:0 (1:0, 3:0, 0:0)                     | KH GKS Katowice           |
| 29.11.2019 | Naprzód Janów             | 2:10 (0:7, 1:1, 1:2)                    | PKH Lotos Gdańsk          |
| 29.11.2019 | Zagłębie Sosnowiec S.A.   | 3:2 (3:1, 0:0, 0:1)                     | JKH GKS Jastrzębie        |
|            |                           | 27. KOLEJKA                             |                           |
| 01.12.2019 | KH GKS Katowice           | 8:0 (2:0, 2:0, 4:0)                     | Naprzód Janów             |
| 01.12.2019 | JKH GKS Jastrzębie        | 4:1 (1:1, 0:0, 3:0)                     | GKS Tychy                 |
| 01.12.2019 | KH Energa Toruń           | 3:2 (1:0, 0:2, 2:0)                     | Zagłębie Sosnowiec S.A.   |
| 01.12.2019 | PKH Lotos Gdańsk          | 6:3 (2:0, 2:1, 2:2)                     | TH Re-Plast Unia Oświęcim |
| 01.12.2019 | KH Podhale Nowy Targ      | 1:2 (0:2, 0:0, 1:0)                     | Comarch Cracovia          |
|            |                           | 28. KOLEJKA                             |                           |
| 03.12.2019 | GKS Tychy                 | 3:4 pk. (0:2, 2:1, 1:0, d. 0:0, k. 1:2) | KH Energa Toruń           |
| 03.12.2019 | Comarch Cracovia          | 2:3 (2:0, 0:2, 0:1)                     | JKH GKS Jastrzębie        |
| 03.12.2019 | KH GKS Katowice           | 1:2 (1:1, 0:1, 0:0)                     | KH Podhale Nowy Targ      |
| 03.12.2019 | Naprzód Janów             | 2:7 (0:4, 1:2, 1:1)                     | TH Re-Plast Unia Oświęcim |
| 03.12.2019 | Zagłębie Sosnowiec S.A.   | 1:4 (1:3, 0:1, 0:0)                     | PKH Lotos Gdańsk          |
|            |                           | 29. KOLEJKA                             |                           |
| 06.12.2019 | KH Podhale Nowy Targ      | 7:0 (3:0, 3:0, 1:0)                     | Naprzód Janów             |
| 06.12.2019 | JKH GKS Jastrzębie        | 1:2 (0:0, 1:0, 0:2)                     | KH GKS Katowice           |
| 06.12.2019 | TH Re-Plast Unia Oświęcim | 4:5 (2:2, 2:2, 0:1)                     | Zagłębie Sosnowiec S.A.   |
| 06.12.2019 | KH Energa Toruń           | 1:3 (0:2, 1:0, 0:1)                     | Comarch Cracovia          |
| 06.12.2019 | PKH Lotos Gdańsk          | 3:2 pk. (2:0, 0:1, 0:1, d. 0:0, k. 2:1) | GKS Tychy                 |
|            |                           | 30. KOLEJKA                             |                           |
| 08.12.2019 | KH GKS Katowice           | 7:1 (2:0, 3:0, 2:1)                     | KH Energa Toruń           |
| 08.12.2019 | Naprzód Janów             | 1:9 (1:1, 0:3, 0:5)                     | Zagłębie Sosnowiec S.A.   |
| 08.12.2019 | GKS Tychy                 | 1:0 (0:0, 0:0, 1:0)                     | TH Re-Plast Unia Oświęcim |
| 08.12.2019 | KH Podhale Nowy Targ      | 2:1 (0:0, 2:1, 0:0)                     | JKH GKS Jastrzębie        |
| 08.12.2019 | Comarch Cracovia          | 6:2 (2:0, 3:0, 1:2)                     | PKH Lotos Gdańsk          |
|            |                           | 31. KOLEJKA                             |                           |
| 13.12.2019 | JKH GKS Jastrzębie        | 14:0 (2:0, 4:0, 8:0)                    | Naprzód Janów             |
| 13.12.2019 | TH Re-Plast Unia Oświęcim | 6:1 (1:0, 3:0, 2:1)                     | Comarch Cracovia          |
| 13.12.2019 | KH Energa Toruń           | 3:2 pd. (2:0, 0:1, 0:1, d. 1:0)         | KH Podhale Nowy Targ      |
| 13.12.2019 | PKH Lotos Gdańsk          | 1:0 (0:0, 0:0, 1:0)                     | KH GKS Katowice           |
| 13.12.2019 | Zagłębie Sosnowiec S.A.   | 0:5 (0:0, 0:1, 0:4)                     | GKS Tychy                 |
|            |                           | 32. KOLEJKA                             |                           |
| 15.12.2019 | Naprzód Janów             | 0:7 (0:2, 0:2, 0:3)                     | GKS Tychy                 |
| 15.12.2019 | Zagłębie Sosnowiec S.A.   | 1:5 (0:1, 0:0, 1:4)                     | Comarch Cracovia          |
| 15.12.2019 | TH Re-Plast Unia Oświęcim | 5:3 (1:0, 4:1, 0:2)                     | KH GKS Katowice           |
| 15.12.2019 | PKH Lotos Gdańsk          | 1:3 (0:1, 1:0, 0:2)                     | KH Podhale Nowy Targ      |
| 15.12.2019 | KH Energa Toruń           | 2:1 (0:0, 2:1, 0:0)                     | JKH GKS Jastrzębie        |
|            |                           | 33. KOLEJKA                             |                           |
| 20.12.2019 | JKH GKS Jastrzębie        | 3:0 (0:0, 0:0, 3:0)                     | PKH Lotos Gdańsk          |
| 20.12.2019 | KH Podhale Nowy Targ      | 3:2 (0:0, 0:2, 3:0)                     | TH Re-Plast Unia Oświęcim |
| 20.12.2019 | KH GKS Katowice           | 3:1 (1:0, 1:0, 1:1)                     | Zagłębie Sosnowiec S.A.   |
| 20.12.2019 | KH Energa Toruń           | 12:0 (5:0, 7:0, 0:0)                    | Naprzód Janów             |
| 20.12.2019 | Comarch Cracovia          | 3:2 (1:0, 0:0, 2:2)                     | GKS Tychy                 |
|            |                           | 34. KOLEJKA                             |                           |
| 22.12.2019 | Naprzód Janów             | 2:7 (0:2, 1:0, 1:5)                     | Comarch Cracovia          |
| 22.12.2019 | GKS Tychy                 | 2:1 (1:0, 1:0, 0:1)                     | KH GKS Katowice           |
| 22.12.2019 | Zagłębie Sosnowiec S.A.   | 1:4 (0:0, 1:3, 0:1)                     | KH Podhale Nowy Targ      |
| 22.12.2019 | TH Re-Plast Unia Oświęcim | 4:2 (0:0, 3:1, 1:1)                     | JKH GKS Jastrzębie        |
| 22.12.2019 | PKH Lotos Gdańsk          | 3:2 (1:1, 1:1, 1:0)                     | KH Energa Toruń           |
|            |                           | 35. KOLEJKA                             |                           |
| 03.01.2020 | JKH GKS Jastrzębie        | 7:3 (1:1, 4:1, 2:1)                     | Zagłębie Sosnowiec S.A.   |
| 03.01.2020 | KH Podhale Nowy Targ      | 0:5 (0:2, 0:0, 0:3)                     | GKS Tychy                 |
| 03.01.2020 | PKH Lotos Gdańsk          | 6:0 (2:0, 2:0, 2:0)                     | Naprzód Janów             |
| 03.01.2020 | KH Energa Toruń           | 1:2 (1:1, 0:0, 0:1)                     | TH Re-Plast Unia Oświęcim |
| 03.01.2020 | KH GKS Katowice           | 2:3 (1:0, 0:1, 1:2)                     | Comarch Cracovia          |
|            |                           | 36. KOLEJKA                             |                           |
| 05.01.2020 | GKS Tychy                 | 4:2 (2:1, 0:1, 2:0)                     | JKH GKS Jastrzębie        |
| 05.01.2020 | Zagłębie Sosnowiec S.A.   | 2:6 (0:0, 2:5, 0:1)                     | KH Energa Toruń           |
| 05.01.2020 | TH Re-Plast Unia Oświęcim | 3:1 (0:1, 1:0, 2:0)                     | PKH Lotos Gdańsk          |
| 05.01.2020 | Comarch Cracovia          | 1:2 pd. (0:0, 0:1, 1:0, d. 0:1)         | KH Podhale Nowy Targ      |
| 07.01.2020 | Naprzód Janów             | 1:8 (0:1, 0:3, 1:4)                     | KH GKS Katowice           |
|            |                           | 37. KOLEJKA                             |                           |
| 10.01.2020 | JKH GKS Jastrzębie        | 2:3 pk. (1:0, 1:1, 0:1, d. 0:0, k. 0:1) | Comarch Cracovia          |
| 10.01.2020 | TH Re-Plast Unia Oświęcim | 8:4 (2:1, 4:2, 2:1)                     | Naprzód Janów             |
| 10.01.2020 | KH Podhale Nowy Targ      | 2:3 (0:2, 2:1, 0:0)                     | KH GKS Katowice           |
| 10.01.2020 | PKH Lotos Gdańsk          | 4:3 pd. (1:0, 1:0, 1:3, d. 1:0)         | Zagłębie Sosnowiec S.A.   |
| 10.01.2020 | GKS Tychy                 | 0:1 (0:0, 0:0, 0:1)                     | KH Energa Toruń           |
|            |                           | 38. KOLEJKA                             |                           |
| 17.12.2019 | Comarch Cracovia          | 2:3 (1:0, 0:1, 1:2)                     | KH Energa Toruń           |
| 12.01.2020 | Naprzód Janów             | 0:18 (0:7, 0:4, 0:7)                    | KH Podhale Nowy Targ      |
| 12.01.2020 | KH GKS Katowice           | 2:0 (0:0, 0:0, 2:0)                     | JKH GKS Jastrzębie        |
| 12.01.2020 | GKS Tychy                 | 1:2 (0:1, 1:1, 0:0)                     | PKH Lotos Gdańsk          |
| 12.01.2020 | Zagłębie Sosnowiec S.A.   | 1:4 (0:1, 0:0, 1:3)                     | TH Re-Plast Unia Oświęcim |
|            |                           | 39. KOLEJKA                             |                           |
| 14.01.2020 | TH Re-Plast Unia Oświęcim | 4:3 pk. (2:0, 0:2, 1:1, d. 0:0, k. 4:2) | GKS Tychy                 |
| 14.01.2020 | JKH GKS Jastrzębie        | 3:2 pd. (1:0, 1:2, 0:0, d. 1:0)         | KH Podhale Nowy Targ      |
| 14.01.2020 | KH Energa Toruń           | 1:10 (0:3, 1:6, 0:1)                    | KH GKS Katowice           |
| 14.01.2020 | Zagłębie Sosnowiec S.A.   | 9:1 (5:0, 2:0, 2:1)                     | Naprzód Janów             |
| 15.01.2020 | PKH Lotos Gdańsk          | 2:1 pk. (0:1, 0:0, 1:0, d. 0:0, k. 2:0) | Comarch Cracovia          |
|            |                           | 40. KOLEJKA                             |                           |
| 17.01.2020 | KH Podhale Nowy Targ      | 4:2 (1:2, 1:0, 2:0)                     | KH Energa Toruń           |
| 17.01.2020 | GKS Tychy                 | 5:2 (1:1, 0:1, 4:0)                     | Zagłębie Sosnowiec S.A.   |
| 17.01.2020 | KH GKS Katowice           | 0:3 (0:1, 0:1, 0:1)                     | PKH Lotos Gdańsk          |
| 17.01.2020 | Comarch Cracovia          | 5:3 (1:1, 2:1, 2:1)                     | TH Re-Plast Unia Oświęcim |
| 17.01.2020 | Naprzód Janów             | 1:13 (0:3, 1:5, 0:5)                    | JKH GKS Jastrzębie        |
|            |                           | 41. KOLEJKA                             |                           |
| 19.01.2020 | GKS Tychy                 | 6:1 (1:1, 5:0, 0:0)                     | Naprzód Janów             |
| 19.01.2020 | TH Re-Plast Unia Oświęcim | 3:1 (2:0, 1:1, 0:0)                     | Zagłębie Sosnowiec S.A.   |
| 19.01.2020 | KH GKS Katowice           | 2:1 (1:0, 1:1, 0:0)                     | PKH Lotos Gdańsk          |
| 19.01.2020 | KH Podhale Nowy Targ      | 2:3 pk. (1:1, 0:0, 1:1, d. 0:0, k. 0:2) | Comarch Cracovia          |
| 13.02.2020 | JKH GKS Jastrzębie        | 3:2 (2:1, 0:0, 1:1)                     | KH Energa Toruń           |
|            |                           | 42. KOLEJKA                             |                           |
| 20.01.2020 | Naprzód Janów             | 1:7 (0:4, 1:1, 0:2)                     | PKH Lotos Gdańsk          |
| 21.01.2020 | GKS Tychy                 | 3:0 (0:0, 1:0, 2:0)                     | TH Re-Plast Unia Oświęcim |
| 21.01.2020 | Comarch Cracovia          | 2:1 (1:0, 0:0, 1:1)                     | KH GKS Katowice           |
| 21.01.2020 | KH Energa Toruń           | 4:3 pk. (3:1, 0:1, 0:1, d. 0:0, k. 2:0) | KH Podhale Nowy Targ      |
| 21.01.2020 | Zagłębie Sosnowiec S.A.   | 2:3 pk. (0:0, 1:1, 1:1, d. 0:0, k. 0:1) | JKH GKS Jastrzębie        |
|            |                           | 43. KOLEJKA                             |                           |
| 24.01.2020 | TH Re-Plast Unia Oświęcim | 5:0 (1:0, 1:0, 3:0)                     | Naprzód Janów             |
| 24.01.2020 | JKH GKS Jastrzębie        | 3:5 (1:2, 1:1, 1:2)                     | GKS Tychy                 |
| 24.01.2020 | KH Podhale Nowy Targ      | 3:4 (1:2, 2:2, 0:0)                     | Zagłębie Sosnowiec S.A.   |
| 24.01.2020 | KH GKS Katowice           | 2:3 pk. (1:1, 1:0, 0:1, d. 0:0, k. 0:2) | KH Energa Toruń           |
| 24.01.2020 | PKH Lotos Gdańsk          | 1:3 (0:2, 1:0, 0:1)                     | Comarch Cracovia          |
|            |                           | 44. KOLEJKA                             |                           |
| 26.01.2020 | TH Re-Plast Unia Oświęcim | 4:1 (2:0, 1:0, 1:1)                     | JKH GKS Jastrzębie        |
| 26.01.2020 | Naprzód Janów             | 1:12 (1:5, 0:4, 0:3)                    | Comarch Cracovia          |
| 26.01.2020 | Zagłębie Sosnowiec S.A.   | 1:6 (1:1, 0:3, 0:2)                     | KH GKS Katowice           |
| 26.01.2020 | KH Energa Toruń           | 2:3 pd. (1:1, 1:0, 0:1, d. 0:1)         | PKH Lotos Gdańsk          |
| 26.01.2020 | GKS Tychy                 | 6:1 (1:0, 2:0, 3:1)                     | KH Podhale Nowy Targ      |
|            |                           | 45. KOLEJKA                             |                           |
| 28.01.2020 | JKH GKS Jastrzębie        | 5:3 (0:1, 1:0, 4:2)                     | Naprzód Janów             |
| 28.01.2020 | KH Podhale Nowy Targ      | 5:2 (0:1, 4:1, 1:0)                     | TH Re-Plast Unia Oświęcim |
| 28.01.2020 | KH GKS Katowice           | 5:3 (2:0, 3:2, 0:1)                     | GKS Tychy                 |
| 28.01.2020 | PKH Lotos Gdańsk          | 4:1 (2:0, 1:0, 1:1)                     | Zagłębie Sosnowiec S.A.   |
| 28.01.2020 | Comarch Cracovia          | 5:1 (2:0, 1:0, 2:1)                     | KH Energa Toruń           |
|            |                           | 46. KOLEJKA                             |                           |
| 31.01.2020 | GKS Tychy                 | 3:1 (0:0, 0:0, 3:1)                     | PKH Lotos Gdańsk          |
| 31.01.2020 | TH Re-Plast Unia Oświęcim | 2:1 (0:0, 2:0, 0:1)                     | KH GKS Katowice           |
| 31.01.2020 | JKH GKS Jastrzębie        | 4:3 (2:1, 1:0, 1:2)                     | KH Podhale Nowy Targ      |
| 31.01.2020 | Naprzód Janów             | 1:5 (0:1, 1:2, 0:2)                     | KH Energa Toruń           |
| 31.01.2020 | Zagłębie Sosnowiec S.A.   | 2:4 (0:1, 0:2, 2:1)                     | Comarch Cracovia          |
|            |                           | 47. KOLEJKA                             |                           |
| 01.02.2020 | KH Podhale Nowy Targ      | 13:1 (5:1, 6:0, 2:0)                    | Naprzód Janów             |
| 02.02.2020 | KH GKS Katowice           | 4:1 (2:0, 0:1, 2:0)                     | JKH GKS Jastrzębie        |
| 02.02.2020 | PKH Lotos Gdańsk          | 1:2 (0:0, 1:0, 0:2)                     | TH Re-Plast Unia Oświęcim |
| 02.02.2020 | KH Energa Toruń           | 6:5 (4:0, 1:3, 1:2)                     | Zagłębie Sosnowiec S.A.   |
| 02.02.2020 | Comarch Cracovia          | 5:2 (0:2, 3:0, 2:0)                     | GKS Tychy                 |
|            |                           | 48. KOLEJKA                             |                           |
| 14.02.2020 | Naprzód Janów             | 0:5 wo.                                 | Zagłębie Sosnowiec S.A.   |
| 14.02.2020 | GKS Tychy                 | 5:0 (0:0, 3:0, 2:0)                     | KH Energa Toruń           |
| 14.02.2020 | TH Re-Plast Unia Oświęcim | 5:3 (1:2, 2:1, 2:0)                     | Comarch Cracovia          |
| 14.02.2020 | JKH GKS Jastrzębie        | 1:2 (1:0, 0:0, 0:2)                     | PKH Lotos Gdańsk          |
| 14.02.2020 | KH Podhale Nowy Targ      | 2:1 (1:0, 1:0, 0:1)                     | KH GKS Katowice           |
|            |                           | 49. KOLEJKA                             |                           |
| 16.02.2020 | KH GKS Katowice           | 5:0 wo.                                 | Naprzód Janów             |
| 16.02.2020 | PKH Lotos Gdańsk          | 1:3 (0:1, 0:2, 1:0)                     | KH Podhale Nowy Targ      |
| 16.02.2020 | Comarch Cracovia          | 5:3 (3:2, 1:1, 1:0)                     | JKH GKS Jastrzębie        |
| 16.02.2020 | KH Energa Toruń           | 4:2 (1:2, 2:0, 1:0)                     | TH Re-Plast Unia Oświęcim |
| 16.02.2020 | Zagłębie Sosnowiec S.A.   | 3:4 (1:2, 1:2, 1:0)                     | GKS Tychy                 |

### Tabela
| Msc. | Zespół                    | M  | Pkt | W  | WPD | WPK | PPD | PPK | P  | G+  | G−  | +/−  |
| ---- | ------------------------- | -- | --- | -- | --- | --- | --- | --- | -- | --- | --- | ---- |
| 1.   | GKS Tychy                 | 47 | 101 | 32 | 1   | 0   | 0   | 3   | 11 | 200 | 90  | +110 |
| 2.   | TH Re-Plast Unia Oświęcim | 47 | 93  | 28 | 1   | 2   | 3   | 0   | 13 | 166 | 101 | +65  |
| 3.   | KH Podhale Nowy Targ      | 47 | 87  | 24 | 5   | 0   | 3   | 2   | 13 | 183 | 106 | +77  |
| 4.   | JKH GKS Jastrzębie        | 47 | 86  | 25 | 3   | 2   | 0   | 1   | 16 | 188 | 110 | +78  |
| 5.   | MKS Comarch Cracovia      | 47 | 85  | 23 | 0   | 3   | 4   | 6   | 11 | 160 | 121 | +39  |
| 6.   | KH GKS Katowice           | 47 | 85  | 26 | 0   | 2   | 1   | 2   | 16 | 147 | 83  | +64  |
| 7.   | PKH Lotos Gdańsk          | 47 | 77  | 19 | 4   | 4   | 2   | 2   | 16 | 143 | 100 | +43  |
| 8.   | KH Energa Toruń           | 47 | 63  | 16 | 2   | 4   | 2   | 1   | 22 | 152 | 152 | 0    |
| 9.   | HK Zagłębie Sosnowiec     | 47 | 52  | 15 | 1   | 1   | 2   | 1   | 27 | 133 | 175 | -42  |
| 10.  | Kadra PZHL                | 20 | 3   | 1  | 0   | 0   | 0   | 0   | 19 | 31  | 151 | -120 |
| 11.  | MUKS Naprzód Janów        | 47 | 3   | 1  | 0   | 0   | 0   | 0   | 46 | 49  | 363 | -314 |

Legenda:

Msc. = lokata w tabeli, M = liczba rozegranych spotkań, Pkt = Liczba zdobytych punktów, W = Liczba meczów wygranych, WPD = Liczba meczów wygranych po dogrywce, WPK = Liczba meczów wygranych po karnych, PPD = Liczba meczów przegranych po dogrywce, PPK = Liczba meczów przegranych po karnych, P = Liczba meczów przegranych, G+ = Gole strzelone, G− = Gole stracone, +/− = Bilans bramkowy,  = Awans bezpośredni do fazy play-off,  = Rywalizacja o dwa miejsca w fazie play-off

## Faza play-off
W porównaniu do poprzednich edycji ligowych PHL wprowadzono zmiany w zakresie fazy play-off. Rywalizację ćwierćfinałową, półfinałową i finałową ustalono do czterech zwycięstw, zaś mecz o trzecie miejsce wyznaczono do dwóch wygranych spotkań.

## Struktura
|  | Ćwierćfinały | Ćwierćfinały              | Ćwierćfinały | Ćwierćfinały | Ćwierćfinały | Ćwierćfinały | Ćwierćfinały | Ćwierćfinały | Ćwierćfinały | Ćwierćfinały |  |  | Runda półfinałowa           | Runda półfinałowa           | Runda półfinałowa           | Runda półfinałowa           | Runda półfinałowa           | Runda półfinałowa           | Runda półfinałowa           | Runda półfinałowa           | Runda półfinałowa           | Runda półfinałowa           |  |  |  | Runda finałowa            | Runda finałowa            | Runda finałowa            | Runda finałowa            | Runda finałowa            | Runda finałowa            | Runda finałowa            | Runda finałowa            | Runda finałowa            | Runda finałowa            |
|  |              |                           |              |              |              |              |              |              |              |              |  |  |                             |                             |                             |                             |                             |                             |                             |                             |                             |                             |  |  |  |                           |                           |                           |                           |                           |                           |                           |                           |                           |                           |
|  | Nr           | Nazwa zespołu             | Stan         | M1           | M2           | M3           | M4           | M5           | M6           | M7           |  |  | Nr                          | Nazwa zespołu               | Stan                        | M1                          | M2                          | M3                          | M4                          | M5                          | M6                          | M7                          |  |  |  | Nr                        | Nazwa zespołu             | Stan                      | M1                        | M2                        | M3                        | M4                        | M5                        | M6                        | M7                        |
|  |              |                           |              |              |              |              |              |              |              |              |  |  |                             |                             |                             |                             |                             |                             |                             |                             |                             |                             |  |  |  |                           |                           |                           |                           |                           |                           |                           |                           |                           |                           |
|  |              |                           |              |              |              |              |              |              |              |              |  |  |                             |                             |                             |                             |                             |                             |                             |                             |                             |                             |  |  |  |                           |                           |                           |                           |                           |                           |                           |                           |                           |                           |
|  | 1            | GKS Tychy                 | 4            | 4            | 2            | 3            | 4            |              |              |              |  |  |                             |                             |                             |                             |                             |                             |                             |                             |                             |                             |  |  |  |                           |                           |                           |                           |                           |                           |                           |                           |                           |                           |
|  | 8            | KH Energa Toruń           | 0            | 2            | 1            | 1            | 0            |              |              |              |  |  | Mecze 1. pary o miejsca 1-4 | Mecze 1. pary o miejsca 1-4 | Mecze 1. pary o miejsca 1-4 | Mecze 1. pary o miejsca 1-4 | Mecze 1. pary o miejsca 1-4 | Mecze 1. pary o miejsca 1-4 | Mecze 1. pary o miejsca 1-4 | Mecze 1. pary o miejsca 1-4 | Mecze 1. pary o miejsca 1-4 | Mecze 1. pary o miejsca 1-4 |  |  |  |                           |                           |                           |                           |                           |                           |                           |                           |                           |                           |
|  |              |                           |              |              |              |              |              |              |              |              |  |  | 1                           | GKS Tychy                   |                             |                             |                             |                             |                             |                             |                             |                             |  |  |  |                           |                           |                           |                           |                           |                           |                           |                           |                           |                           |
|  |              |                           |              |              |              |              |              |              |              |              |  |  | 6                           | KH GKS Katowice             |                             |                             |                             |                             |                             |                             |                             |                             |  |  |  |                           |                           |                           |                           |                           |                           |                           |                           |                           |                           |
|  | 3            | KH Podhale Nowy Targ      | 2            | 4            | 2            | 2            | 3            | 1            | 1            |              |  |  |                             |                             |                             |                             |                             |                             |                             |                             |                             |                             |  |  |  |                           |                           |                           |                           |                           |                           |                           |                           |                           |                           |
|  | 6            | KH GKS Katowice           | 4            | 1            | 1            | 3            | 4            | 5            | 2            |              |  |  |                             |                             |                             |                             |                             |                             |                             |                             |                             |                             |  |  |  | Rywalizacja o mistrzostwo | Rywalizacja o mistrzostwo | Rywalizacja o mistrzostwo | Rywalizacja o mistrzostwo | Rywalizacja o mistrzostwo | Rywalizacja o mistrzostwo | Rywalizacja o mistrzostwo | Rywalizacja o mistrzostwo | Rywalizacja o mistrzostwo | Rywalizacja o mistrzostwo |
|  |              |                           |              |              |              |              |              |              |              |              |  |  |                             |                             |                             |                             |                             |                             |                             |                             |                             |                             |  |  |  |                           |                           |                           |                           |                           |                           |                           |                           |                           |                           |
|  |              |                           |              |              |              |              |              |              |              |              |  |  |                             |                             |                             |                             |                             |                             |                             |                             |                             |                             |  |  |  |                           |                           |                           |                           |                           |                           |                           |                           |                           |                           |
|  | 2            | TH Re-Plast Unia Oświęcim | 4            | 2            | 7            | 1            | 4            | 3            |              |              |  |  |                             |                             |                             |                             |                             |                             |                             |                             |                             |                             |  |  |  |                           |                           |                           |                           |                           |                           |                           |                           |                           |                           |
|  | 7            | PKH Lotos Gdańsk          | 1            | 0            | 2            | 2            | 1            | 0            |              |              |  |  | Mecze 2. pary o miejsca 1-4 | Mecze 2. pary o miejsca 1-4 | Mecze 2. pary o miejsca 1-4 | Mecze 2. pary o miejsca 1-4 | Mecze 2. pary o miejsca 1-4 | Mecze 2. pary o miejsca 1-4 | Mecze 2. pary o miejsca 1-4 | Mecze 2. pary o miejsca 1-4 | Mecze 2. pary o miejsca 1-4 | Mecze 2. pary o miejsca 1-4 |  |  |  |                           |                           |                           |                           |                           |                           |                           |                           |                           |                           |
|  |              |                           |              |              |              |              |              |              |              |              |  |  | 2                           | TH Re-Plast Unia Oświęcim   |                             |                             |                             |                             |                             |                             |                             |                             |  |  |  |                           |                           |                           |                           |                           |                           |                           |                           |                           |                           |
|  |              |                           |              |              |              |              |              |              |              |              |  |  | 4                           | JKH GKS Jastrzębie          |                             |                             |                             |                             |                             |                             |                             |                             |  |  |  | Rywalizacja o 3. miejsce  | Rywalizacja o 3. miejsce  | Rywalizacja o 3. miejsce  | Rywalizacja o 3. miejsce  | Rywalizacja o 3. miejsce  |                           |                           |                           |                           |                           |
|  | 4            | JKH GKS Jastrzębie        | 4            | 5            | 4            | 2            | 2            | 3            | 1            | 2            |  |  |                             |                             |                             |                             |                             |                             |                             |                             |                             |                             |  |  |  |                           |                           |                           |                           |                           |                           |                           |                           |                           |                           |
|  | 5            | MKS Comarch Cracovia      | 3            | 4            | 3            | 3            | 3            | 1            | 3            | 1            |  |  |                             |                             |                             |                             |                             |                             |                             |                             |                             |                             |  |  |  |                           |                           |                           |                           |                           |                           |                           |                           |                           |                           |

### Ćwierćfinały
| 21 lutego 2020 | GKS Tychy | 4:2 | KH Energa Toruń | Stadion Zimowy, Tychy |

| Szczegóły      | Szczegóły | Szczegóły       | Szczegóły                                                                   | Szczegóły                                                                                                |
| -------------- | --- | --------------- | --------------------------------------------------------------------------- | --- |
| Godzina: 18:00 | (A. Szczechura, M. Kolarz) – F. Komorski (EQ) 48:59 (G. Klimienko, W. Truchno) – F. Komorski (EQ) 55:34 (C. Mroczkowski, A. Szczechura) – O. Bizacki (EQ) 57:34 (M. Cichy) – C. Mroczkowski (EN) 58:34 | (0:0, 0:1, 4:1) | 38:53 (EQ) B. Fraszko – (M. Kalinowski) 40:20 (EQ) B. Fraszko – (J. Dołęga) | Widzów: 2500 Sędzia główny: Robert Długi Przemysław Kępa Sędziowie liniowi: Mateusz Bucki Grzegorz Cudek |
| Godzina: 18:00 | 12 min. kar |                 | 10 min. kar                                                                 | Widzów: 2500 Sędzia główny: Robert Długi Przemysław Kępa Sędziowie liniowi: Mateusz Bucki Grzegorz Cudek |

| 22 lutego 2020 | GKS Tychy | 2:1 | KH Energa Toruń | Stadion Zimowy, Tychy |

| Szczegóły      | Szczegóły | Szczegóły       | Szczegóły                                          | Szczegóły |
| -------------- | --- | --------------- | -------------------------------------------------- | --- |
| Godzina: 17:00 | (J. Rzeszutko, P. Novajovský) – A. Jefimienko (PP) 10:05 (W. Truchno, G. Klimienko) – A. Jefimienko (EQ) 52:07 | (1:0, 0:0, 1:1) | 47:24 (EQ) A. Wołżankin – (M. Jesajan, A. Smirnow) | Widzów: 2500 Sędzia główny: Tomasz Radzik Mariusz Smura Sędziowie liniowi: Piotr Matlakiewicz Marcin Młynarski |
| Godzina: 17:00 | 20 min. kar |                 | 18 min. kar                                        | Widzów: 2500 Sędzia główny: Tomasz Radzik Mariusz Smura Sędziowie liniowi: Piotr Matlakiewicz Marcin Młynarski |

| 25 lutego 2020 | KH Energa Toruń | 1:3 | GKS Tychy | Tor-Tor, Toruń |

| Szczegóły      | Szczegóły                                          | Szczegóły       | Szczegóły | Szczegóły |
| -------------- | -------------------------------------------------- | --------------- | --- | --- |
| Godzina: 18:30 | (B. Fraszko, J. Dołęga) – M. Kalinowski (EQ) 09:30 | (1:1, 0:0, 0:2) | 12:20 (PS) B. Jeziorski – (J. Rzeszutko) 45:49 (EQ) M. Cichy – (A. Szczechura, C. Mroczkowski) 48:33 (EQ) O. Bizacki – (A. Szczechura) | Widzów: 2137 Sędzia główny: Paweł Breske Marcin Polak Sędziowie liniowi: Piotr Matlakiewicz Marcin Młynarski |
| Godzina: 18:30 | 4 min. kar                                         |                 | 8 min. kar | Widzów: 2137 Sędzia główny: Paweł Breske Marcin Polak Sędziowie liniowi: Piotr Matlakiewicz Marcin Młynarski |

| 26 lutego 2020 | KH Energa Toruń | 0:4 | GKS Tychy | Tor-Tor, Toruń |

| Szczegóły      | Szczegóły   | Szczegóły       | Szczegóły | Szczegóły                                                                                              |
| -------------- | ----------- | --------------- | --- | --- |
| Godzina: 18:30 |             | (0:2, 0:1, 0:1) | 09:46 (PP) M. Cichy – (C. Mroczkowski, F. Komorski) 12:16 (PP) A. Szczechura – (F. Komorski, A. Jeronau) 39:12 (EQ) M. Cichy – (A. Szczechura, C. Mroczkowski) 42:08 (EQ) B. Jeziorski – (B. Ciura) | Widzów: 1300 Sędzia główny: Michał Baca Mariusz Smura Sędziowie liniowi: Artur Hyliński Rafał Noworyta |
| Godzina: 18:30 | 16 min. kar |                 | 12 min. kar | Widzów: 1300 Sędzia główny: Michał Baca Mariusz Smura Sędziowie liniowi: Artur Hyliński Rafał Noworyta |

WygranaGKS Tychy 4:0
| 22 lutego 2020 | KH Podhale Nowy Targ | 4:1 | KH GKS Katowice | Miejska Hala Lodowa, Nowy Targ |

| Szczegóły      | Szczegóły | Szczegóły       | Szczegóły                              | Szczegóły |
| -------------- | --- | --------------- | -------------------------------------- | --- |
| Godzina: 18:00 | (A. Pettersson, J. Nättinen) – K. Dziubiński (EQ) 09:55 B. Neupauer (EQ) 32:19 (R. Stadel) – K. Campbell (EQ) 32:47 J. Nättinen (EN) 58:54 | (1:1, 2:0, 1:0) | 14:51 (PP) J. Turtiainen – (G. Pasiut) | Widzów: 1500 Sędzia główny: Bartosz Kaczmarek Patryk Pyrskała Sędziowie liniowi: Mateusz Kucharewicz Dariusz Pobożniak |
| Godzina: 18:00 | 6 min. kar |                 | 8 min. kar                             | Widzów: 1500 Sędzia główny: Bartosz Kaczmarek Patryk Pyrskała Sędziowie liniowi: Mateusz Kucharewicz Dariusz Pobożniak |

| 23 lutego 2020 | KH Podhale Nowy Targ | 2:1 | KH GKS Katowice | Miejska Hala Lodowa, Nowy Targ |

| Szczegóły      | Szczegóły                                                                                     | Szczegóły       | Szczegóły            | Szczegóły                                                                                                  |
| -------------- | --------------------------------------------------------------------------------------------- | --------------- | -------------------- | --- |
| Godzina: 18:00 | (J. Bulín, T. Franek) – S. Suominen (EQ) 41:49 (J. Valentino, E. Švec) – T. Franek (EQ) 56:06 | (0:0, 0:1, 2:0) | 26:13 (SH) G. Pasiut | Widzów: 2500 Sędzia główny: Michał Baca Paweł Kosidło Sędziowie liniowi: Maciej Byczkowski Grzegorz Cytawa |
| Godzina: 18:00 | 8 min. kar                                                                                    |                 | 14 min. ka:r         | Widzów: 2500 Sędzia główny: Michał Baca Paweł Kosidło Sędziowie liniowi: Maciej Byczkowski Grzegorz Cytawa |

| 26 lutego 2020 | KH GKS Katowice | 3:2 pd. | KH Podhale Nowy Targ | Satelita, Katowice |

| Szczegóły      | Szczegóły | Szczegóły               | Szczegóły                                                                              | Szczegóły |
| -------------- | --- | ----------------------- | -------------------------------------------------------------------------------------- | --- |
| Godzina: 19:30 | (G. Pasiut, T. Da Costa) – P. Krężołek (EQ) 06:36 (M. Kolusz, J. Turtiainen) – M. Michalski (EQ) 11:35 (J. Makkonen) – O. Jaśkiewicz (EQ) 73:21 | (2:1, 0:0, 0:1, d. 1:0) | 13:41 (EQ) T. Franek – (B. Neupauer) 40:45 (PP) B. Neupauer – (S. Suominen, R. Jenčík) | Widzów: 850 Sędzia główny: Przemysław Gabryszak Włodzimierz Marczuk Sędziowie liniowi: Mateusz Bucki Grzegorz Cudek |
| Godzina: 19:30 | 6 min. kar |                         | 8 min. kar                                                                             | Widzów: 850 Sędzia główny: Przemysław Gabryszak Włodzimierz Marczuk Sędziowie liniowi: Mateusz Bucki Grzegorz Cudek |

| 27 lutego 2020 | KH GKS Katowice | 4:3 pd. | KH Podhale Nowy Targ | Satelita, Katowice |

| Szczegóły      | Szczegóły | Szczegóły               | Szczegóły | Szczegóły                                                                                                 |
| -------------- | --- | ----------------------- | --- | --- |
| Godzina: 18:30 | (O. Jaśkiewicz, T. Da Costa) – P. Krężołek (EQ) 27:22 (M. Porseland, T. Rajamäki) – M. Franssila (PP) 37:55 (M. Franssila, G. Pasiut) – P. Krężołek (EQ) 48:33 (M. Kolusz, P. Wajda) – T. Da Costa (EQ) 74:15 | (0:0, 2:2, 1:1, d. 1:0) | 22:37 (PS) R. Stadel – (D. Willick, R. Jenčík) 38:55 (PP) A. Pettersson – (R. Jenčík, K. Dziubiński) 45:31 (EQ) E. Švec – (R. Stadel) | Widzów: 915 Sędzia główny: Patryk Kasprzyk Paweł Meszyński Sędziowie liniowi: Daniel Lipiński Wiktor Zień |
| Godzina: 18:30 | 6 min. kar |                         | 10 min. kar | Widzów: 915 Sędzia główny: Patryk Kasprzyk Paweł Meszyński Sędziowie liniowi: Daniel Lipiński Wiktor Zień |

| 1 marca 2020 | KH Podhale Nowy Targ | 1:5 | KH GKS Katowice | Miejska Hala Lodowa, Nowy Targ |

| Szczegóły      | Szczegóły                                    | Szczegóły       | Szczegóły | Szczegóły                                                                                                |
| -------------- | -------------------------------------------- | --------------- | --- | --- |
| Godzina: 18:00 | (D. Willick, E. Švec) – R. Jenčík (EQ) 26:06 | (0:2, 1:1, 0:2) | 04:31 (EQ) P. Wajda – (M. Kolusz) 14:45 (EQ) J. Makkonen – (T. Rajamäki, M. Kolusz) 28:53 (SH) M. Kolusz – (G. Pasiut) 55:38 (PP) M. Łopuski – (T. Rajamäki, M. Franssila) 59:53 (EN) G. Pasiut | Widzów: 2500 Sędzia główny: Paweł Breske Patryk Pyrskała Sędziowie liniowi: Mateusz Bucki Rafał Noworyta |
| Godzina: 18:00 | 8 min. kar                                   |                 | 10 min. kar | Widzów: 2500 Sędzia główny: Paweł Breske Patryk Pyrskała Sędziowie liniowi: Mateusz Bucki Rafał Noworyta |

| 4 marca 2020 | KH GKS Katowice | 2:1 | KH Podhale Nowy Targ | Satelita, Katowice |

| Szczegóły      | Szczegóły                                                              | Szczegóły       | Szczegóły                | Szczegóły |
| -------------- | ---------------------------------------------------------------------- | --------------- | ------------------------ | --- |
| Godzina: 18:30 | T. Čimžar (EQ) 16:54 (G. Pasiut, M. Kolusz) – J. Turtiainen (PP) 44:59 | (1:0, 0:1, 1:0) | 30:28 (EQ) A. Pettersson | Widzów: 1090 Sędzia główny: Bartosz Kaczmarek Krzysztof Kozłowski Sędziowie liniowi: Grzegorz Cudek Piotr Matlakiewicz |
| Godzina: 18:30 | 4 min. kar                                                             |                 | 4 min. kar               | Widzów: 1090 Sędzia główny: Bartosz Kaczmarek Krzysztof Kozłowski Sędziowie liniowi: Grzegorz Cudek Piotr Matlakiewicz |

WygranaKH GKS Katowice 4:2
| 21 lutego 2020 | KS Re-Plast Unia Oświęcim | 2:0 | PKH Lotos Gdańsk | Hala Lodowa, Oświęcim |

| Szczegóły      | Szczegóły                                                                                       | Szczegóły       | Szczegóły   | Szczegóły |
| -------------- | ----------------------------------------------------------------------------------------------- | --------------- | ----------- | --- |
| Godzina: 18:00 | (D. Oriechin, S. Garszyn) – J. Wanacki (EQ) 32:28 (K. Pretnar, L. Kalan) – G. Koblar (EQ) 38:51 | (0:0, 2:0, 0:0) |             | Widzów: 2700 Sędzia główny: Przemysław Gabryszak Włodzimierz Marczuk Sędziowie liniowi: Wojciech Moszczyński Sławomir Szachniewicz |
| Godzina: 18:00 | 6 min. kar                                                                                      |                 | 10 min. kar | Widzów: 2700 Sędzia główny: Przemysław Gabryszak Włodzimierz Marczuk Sędziowie liniowi: Wojciech Moszczyński Sławomir Szachniewicz |

| 22 lutego 2020 | KS Re-Plast Unia Oświęcim | 7:2 | PKH Lotos Gdańsk | Hala Lodowa, Oświęcim |

| Szczegóły      | Szczegóły | Szczegóły       | Szczegóły                                                        | Szczegóły                                                                                             |
| -------------- | --- | --------------- | ---------------------------------------------------------------- | --- |
| Godzina: 18:00 | (P. Noworyta, D. Wanat) – P. Malicki (EQ) 07:13 A. Themár (EQ) 09:28 (M. Zaťko, L. Kalan) – K. Pretnar (PP) 16:45 (L. Kalan, M. Zaťko) – R. Meidl (EQ) 36:48 (L. Kalan, K. Pretnar) – M. Zaťko (PP) 45:04 (P. Bezuška, J. Šaur) – M. Przygodzki (PP) 45:21 (P. Malicki, D. Wanat) – M. Przygodzki (EQ) 57:28 | (3:0, 1:1, 3:1) | 29:50 (EQ) R. Rác – (P. Polodna) 40:52 (EQ) J. Rożkow – (R. Rác) | Widzów: 2700 Sędzia główny: Paweł Breske Marcin Polak Sędziowie liniowi: Andrzej Nenko Mateusz Niżnik |
| Godzina: 18:00 | 2 min. kar |                 | 14 min. kar                                                      | Widzów: 2700 Sędzia główny: Paweł Breske Marcin Polak Sędziowie liniowi: Andrzej Nenko Mateusz Niżnik |

| 25 lutego 2020 | PKH Lotos Gdańsk | 2:1 | KS Re-Plast Unia Oświęcim | Hala Olivia, Gdańsk |

| Szczegóły      | Szczegóły                                                                            | Szczegóły       | Szczegóły                                    | Szczegóły |
| -------------- | ------------------------------------------------------------------------------------ | --------------- | -------------------------------------------- | --- |
| Godzina: 18:30 | (J. Rożkow) – J. Krasowskij (EQ) 00:37 (J. Rożkow, J. Vítek) – A. Gołowin (EQ) 22:56 | (1:0, 1:0, 0:1) | 40:34 (EQ) G. Koblar – (K. Pretnar, J. Šaur) | Widzów: 1800 Sędzia główny: Bartosz Kaczmarek Paweł Kosidło Sędziowie liniowi: Mateusz Kucharewicz Dariusz Pobożniak |
| Godzina: 18:30 | 14 min. kar                                                                          |                 | 10 min. kar                                  | Widzów: 1800 Sędzia główny: Bartosz Kaczmarek Paweł Kosidło Sędziowie liniowi: Mateusz Kucharewicz Dariusz Pobożniak |

| 26 lutego 2020 | PKH Lotos Gdańsk | 1:4 | KS Re-Plast Unia Oświęcim | Hala Olivia, Gdańsk |

| Szczegóły      | Szczegóły                                 | Szczegóły       | Szczegóły | Szczegóły |
| -------------- | ----------------------------------------- | --------------- | --- | --- |
| Godzina: 18:30 | (J. Vítek, R. Rác) – V. Bilčík (PP) 45:41 | (0:3, 0:0, 1:1) | 05:40 (EQ) D. Wanat – (Ł. Krzemień, J. Šaur) 10:42 (EQ) M. Przygodzki – (A. Trandin, K. Pretnar) 15:01 (EQ) S. Garszyn 59:41 (EN) S. Kowalówka – (L. Kalan) | Widzów: 1800 Sędzia główny: Patryk Pyrskała Tomasz Radzik Sędziowie liniowi: Wojciech Moszczyński Sławomir Szachniewicz |
| Godzina: 18:30 | 14 min. kar                               |                 | 14 min. kar | Widzów: 1800 Sędzia główny: Patryk Pyrskała Tomasz Radzik Sędziowie liniowi: Wojciech Moszczyński Sławomir Szachniewicz |

| 29 lutego 2020 | KS Re-Plast Unia Oświęcim | 3:0 | PKH Lotos Gdańsk | Hala Lodowa, Oświęcim |

| Szczegóły      | Szczegóły | Szczegóły       | Szczegóły  | Szczegóły                                                                                                |
| -------------- | --- | --------------- | ---------- | --- |
| Godzina: 18:00 | (S. Garszyn, P. Luža) – D. Oriechin (EQ) 18:23 (D. Wanat, P. Luža) – J. Wanacki (EQ) 53:27 K. Pretnar (EN) 59:07 | (1:0, 0:0, 2:0) |            | Widzów: 3000 Sędzia główny: Przemysław Kępa Paweł Meszyński Sędziowie liniowi: Andrzej Nenko Wiktor Zień |
| Godzina: 18:00 | 4 min. kar |                 | 8 min. kar | Widzów: 3000 Sędzia główny: Przemysław Kępa Paweł Meszyński Sędziowie liniowi: Andrzej Nenko Wiktor Zień |

WygranaKS Re-Plast Unia Oświęcim 4:1
| 22 lutego 2020 | JKH GKS Jastrzębie | 5:4 | MKS Comarch Cracovia | Jastor, Jastrzębie-Zdrój |

| Szczegóły      | Szczegóły | Szczegóły       | Szczegóły | Szczegóły                                                                                                   |
| -------------- | --- | --------------- | --- | --- |
| Godzina: 17:00 | (H. Jabornik, A. Kostek) – M. Kasperlík (PP) 13:21 (M. Urbanowicz, H. Jabornik) – M. Jass (PP) 30:39 (M. Jass, M. Urbanowicz) – J. Rohtla (PP) 39:17 (R. Sawicki, M. Kasperlík) – H. Jabornik (PP) 41:00 (K. Wróbel, J. Gimiński) – H. Paś (EQ) 50:27 | (1:0, 2:2, 2:2) | 32:37 (EQ) B. Bychawski – (O. Mikula) 36:53 (PP) M. Tvrdoň – (M. Vachovec, M. Jáchym) 46:44 (PP) M. Tvrdoň – (M. Vachovec, N. Abramov) 59:03 (EQ) D. Kapica – (Z. Bahenský, J. Gula) | Widzów: 800 Sędzia główny: Michał Baca Krzysztof Kozłowski Sędziowie liniowi: Artur Hyliński Rafał Noworyta |
| Godzina: 17:00 | 20 min. kar |                 | 48 min. kar | Widzów: 800 Sędzia główny: Michał Baca Krzysztof Kozłowski Sędziowie liniowi: Artur Hyliński Rafał Noworyta |

| 23 lutego 2020 | JKH GKS Jastrzębie | 4:3 | MKS Comarch Cracovia | Jastor, Jastrzębie-Zdrój |

| Szczegóły      | Szczegóły | Szczegóły       | Szczegóły | Szczegóły                                                                                                 |
| -------------- | --- | --------------- | --- | --- |
| Godzina: 17:00 | (K. Wróbel, K. Górny) – R. Sawicki (EQ) 06:17 (J. Rohtla) – A. Iossafov (PP) 30:30 (H. Jabornik, M. Kasperlík) – R. Sawicki (EQ) 44:10 (H. Jabornik, M. Kasperlík) – Ł. Nalewajka (EQ) 55:10 | (1:2, 1:0, 2:1) | 06:59 (EQ) T. Leivo – (T. Urban, D. Kapica) 14:37 (EQ) M. Bepierszcz – (K. Bryniczka) 59:18 (PP) T. Leivo – (Z. Bahenský, J. Gula) | Widzów: 950 Sędzia główny: Patryk Kasprzyk Paweł Meszyński Sędziowie liniowi: Daniel Lipiński Wiktor Zień |
| Godzina: 17:00 | 12 min. kar |                 | 16 min. kar | Widzów: 950 Sędzia główny: Patryk Kasprzyk Paweł Meszyński Sędziowie liniowi: Daniel Lipiński Wiktor Zień |

| 26 lutego 2020 | MKS Comarch Cracovia | 3:2 | JKH GKS Jastrzębie | Lodowisko im. Adama "Rocha" Kowalskiego, Kraków |

| Szczegóły      | Szczegóły | Szczegóły       | Szczegóły                                                                              | Szczegóły                                                                                                |
| -------------- | --- | --------------- | -------------------------------------------------------------------------------------- | --- |
| Godzina: 18:30 | (A. Ježek, T. Leivo) – Z. Bahenský (EQ) 07:15 (T. Leivo) – J. Gula (EQ) 27:53 (M. Tvrdoň, M. Vachovec) – M. Štebih (PP) 55:44 | (1:1, 1:1, 1:0) | 15:38 (PP) M. Kasperlík – (K. Wałęga) 24:22 (EQ) M. Jass – (Ł. Nalewajka, A. Iossafov) | Widzów: 1000 Sędzia główny: Robert Długi Przemysław Kępa Sędziowie liniowi: Andrzej Nenko Mateusz Niżnik |
| Godzina: 18:30 | 12 min. kar |                 | 26 min. kar                                                                            | Widzów: 1000 Sędzia główny: Robert Długi Przemysław Kępa Sędziowie liniowi: Andrzej Nenko Mateusz Niżnik |

| 27 lutego 2020 | MKS Comarch Cracovia | 3:2 pd. | JKH GKS Jastrzębie | Lodowisko im. Adama "Rocha" Kowalskiego, Kraków |

| Szczegóły      | Szczegóły | Szczegóły               | Szczegóły                                                                                  | Szczegóły |
| -------------- | --- | ----------------------- | ------------------------------------------------------------------------------------------ | --- |
| Godzina: 18:30 | (Z. Bahenský, D. Kapica) – T. Leivo (EQ) 00:45 (D. Kapica, M. Rompkowski) – J. Gula (PP) 07:35 (J. Gula) – M. Tvrdoň (PP) 79:44 | (2:1, 0:0, 0:1, d. 1:0) | 06:24 (EQ) H. Jabornik – (R. Sawicki) 49:04 (EQ) A. Iossafov] – (J. Rohtla, M. Urbanowicz) | Widzów: 1100 Sędzia główny: Bartosz Kaczmarek Krzysztof Kozłowski Sędziowie liniowi: Maciej Byczkowski Grzegorz Cytawa |
| Godzina: 18:30 | 10 min. kar |                         | 10 min. kar                                                                                | Widzów: 1100 Sędzia główny: Bartosz Kaczmarek Krzysztof Kozłowski Sędziowie liniowi: Maciej Byczkowski Grzegorz Cytawa |

| 1 marca 2020 | JKH GKS Jastrzębie | 3:1 | MKS Comarch Cracovia | Jastor, Jastrzębie-Zdrój |

| Szczegóły      | Szczegóły | Szczegóły       | Szczegóły                            | Szczegóły |
| -------------- | --- | --------------- | ------------------------------------ | --- |
| Godzina: 17:00 | M. Kasperlík (EQ) 01:16 (H. Auvinen, J. Rohtla) – M. Urbanowicz (PP) 37:06 (M. Jass, M. Urbanowicz) – A. Kostek (EQ) 38:09 | (1:1, 2:0, 0:0) | 19:44 (EQ) M. Tvrdoň – (M. Vachovec) | Widzów: 1100 Sędzia główny: Patryk Kasprzyk Włodzimierz Marczuk Sędziowie liniowi: Wojciech Moszczyński Sławomir Szachniewicz |
| Godzina: 17:00 | 2 min. kar |                 | 6 min. kar                           | Widzów: 1100 Sędzia główny: Patryk Kasprzyk Włodzimierz Marczuk Sędziowie liniowi: Wojciech Moszczyński Sławomir Szachniewicz |

| 4 marca 2020 | MKS Comarch Cracovia | 3:1 | JKH GKS Jastrzębie | Lodowisko im. Adama "Rocha" Kowalskiego, Kraków |

| Szczegóły      | Szczegóły | Szczegóły       | Szczegóły                           | Szczegóły |
| -------------- | --- | --------------- | ----------------------------------- | --- |
| Godzina: 18:30 | (M. Bepierszcz, M. Vachovec) – M. Rompkowski (EQ) 13:25 (M. Bepierszcz, M. Tvrdoň) – M. Vachovec (EQ) 21:11 (D. Kapica, T. Leivo) – T. Urban (PP) 46:49 | (1:0, 1:1, 1:0) | 34:53 (EQ) H. Auvinen – (K. Wałęga) | Widzów: 1100 Sędzia główny: Michał Baca Tomasz Radzik Sędziowie liniowi: Mateusz Kucharewicz Dariusz Pobożniak |
| Godzina: 18:30 | 24 min. kar |                 | 14 min. kar                         | Widzów: 1100 Sędzia główny: Michał Baca Tomasz Radzik Sędziowie liniowi: Mateusz Kucharewicz Dariusz Pobożniak |

| 7 marca 2020 | JKH GKS Jastrzębie | 2:1 | MKS Comarch Cracovia | Jastor, Jastrzębie-Zdrój |

| Szczegóły      | Szczegóły                                                        | Szczegóły       | Szczegóły            | Szczegóły                                                                                                |
| -------------- | ---------------------------------------------------------------- | --------------- | -------------------- | --- |
| Godzina: 18:00 | (K. Wałęga) – D. Paś (EQ) 00:23 (K. Wałęga) – M. Jass (EQ) 53:17 | (1:0, 0:1, 1:0) | 20:37 (EQ) D. Kapica | Widzów: 1400 Sędzia główny: Przemysław Kępa Paweł Meszyński Sędziowie liniowi: Andrzej Nenko Wiktor Zień |
| Godzina: 18:00 | 6 min. kar                                                       |                 | 6 min. kar           | Widzów: 1400 Sędzia główny: Przemysław Kępa Paweł Meszyński Sędziowie liniowi: Andrzej Nenko Wiktor Zień |

WygranaJKH GKS Jastrzębie 4:3

### Półfinały
odwołane z powodu pandemii COVID-19
| 12 marca 2020 | GKS Tychy | 18:00 | KH GKS Katowice | Stadion Zimowy, Tychy |

| 13 marca 2020 | GKS Tychy | 18:00 | KH GKS Katowice | Stadion Zimowy, Tychy |

| 16 marca 2020 | KH GKS Katowice | 18:30 | GKS Tychy | Satelita, Katowice |

| 17 marca 2020 | KH GKS Katowice | 18:30 | GKS Tychy | Satelita, Katowice |

| 13 marca 2020 | KS Re-Plast Unia Oświęcim | 18:00 | JKH GKS Jastrzębie | Hala Lodowa, Oświęcim |

| 14 marca 2020 | KS Re-Plast Unia Oświęcim | 18:00 | JKH GKS Jastrzębie | Hala Lodowa, Oświęcim |

| 17 marca 2020 | JKH GKS Jastrzębie | 18:00 | KS Re-Plast Unia Oświęcim | Jastor, Jastrzębie-Zdrój |

| 18 marca 2020 | JKH GKS Jastrzębie | 18:00 | KS Re-Plast Unia Oświęcim | Jastor, Jastrzębie-Zdrój |

11 marca 2020 zwołano nadzwyczajne spotkanie władz PLH z przedstawicielami klubów zakwalifikowanych do półfinałów fazy play-off, po czym motywując troską o zdrowie i bezpieczeństwo zawodników spowodowanym zagrożeniem epidemią koronawirusa postanowiono przedwcześnie zakończyć rozgrywki. Tego samego dnia ogłoszono decyzję o przyznaniu medali mistrzostw Polski za sezon PHL 2019/2020, zgodnie z którą mistrzem Polski została drużyna GKS Tychy, która zdobyła najwięcej punktów w sezonie zasadniczym i w ćwierćfinałach play-off.
Decyzja władz ligi o przyznaniu medali mistrzostw Polski za edycję PHL 2019/2020 mimo niedokończenia sezonu wywołała skrajnie różne reakcje w środowisku hokejowym w Polsce; poparli ją Krzysztof Majkowski (trener GKS Tychy), Mariusz Czerkawski (w przeszłości zawodnik GKS Tychy), a skrytykowali takie rozwiązanie Róbert Kaláber (trener JKH GKS Jastrzębie), Juryj Czuch (trener KH Energa Toruń), Gabriel Samolej (były zawodnik), Jacek Płachta (trener pracujący aktualnie w Niemczech).

## Ustalona kolejność końcowa
| Lp. | Drużyna                       | Uwagi                                                                 |
| --- | ----------------------------- | --------------------------------------------------------------------- |
| 1.  | GKS Tychy                     | Zdobywca Superpucharu Polski 2019. 1. miejsce po sezonie zasadniczym. |
| 2.  | TH Re-Plast Unia Oświęcim     |                                                                       |
| 3.  | JKH GKS Jastrzębie            | Zdobywca Pucharu Polski 2019.                                         |
| 3.  | Tauron KH GKS Katowice        |                                                                       |
| 5.  | KH TatrySki Podhale Nowy Targ |                                                                       |
| 5.  | Comarch Cracovia              |                                                                       |
| 5.  | PKH Lotos Gdańsk              |                                                                       |
| 5.  | KH Energa Toruń               |                                                                       |
| 9.  | HK Zagłębie Sosnowiec         |                                                                       |
| 10. | Kadra PZHL                    |                                                                       |
| 11. | MUKS Naprzód Janów            | Degradacja z PLH.                                                     |